# 18462 Riccò
(18462) Ricco, denumire internațională (18462) Riccò, este un asteroid din centura principală de asteroizi.

## Descriere
18462 Riccò este un asteroid din centura principală de asteroizi. A fost descoperit pe 26 august 1995 la Observatorul San Vittore din Bologna. Asteroidul prezintă o orbită caracterizată de o semiaxă mare de 2,90 ua, o excentricitate de 0,09 și o înclinație de 2,3° în raport cu ecliptica.